# A.C.F. Brescia Calcio Femminile 2015-2016
Questa voce raccoglie le informazioni riguardanti l'Associazione Calcio Femminile Brescia Calcio Femminile Società Sportiva Dilettantistica nelle competizioni ufficiali della stagione 2015-2016.

## Stagione
La stagione 2015-2016 si è aperta con la vittoria della Supercoppa italiana grazie ai tiri di rigore. Per il secondo anno consecutivo il Brescia ha vinto la Supercoppa ai rigori. Questa volta al termine della partita disputata a Castiglione delle Stiviere il 26 settembre la vittoria è arrivata sull'AGSM Verona dopo che i tempi regolamentari si erano conclusi a reti inviolate.
La seconda partecipazione del Brescia alla UEFA Champions League ha preso il via con i sedicesimi di finale, per i quali il Brescia non testa di serie è stato sorteggiato con il Liverpool, vincitore della FA WSL1. Sia la gara di andata disputatasi allo Stadio Mario Rigamonti sia la gara di ritorno disputatasi in terra inglese sono terminate con la vittoria del Brescia per 1-0, grazie alle reti segnate da Sara Gama all'andata e da Barbara Bonansea al ritorno, consentendo al Brescia l'accesso agli ottavi di finale. Il sorteggio degli ottavi di finale ha messo le danesi del Fortuna Hjørring di fronte al Brescia. La gara di andata, giocata al Rigamonti, ha visto la vittoria del Brescia grazie alla rete realizzata da Daniela Sabatino dopo appena due minuti di gioco. Nella partita di ritorno, giocata a Hjørring, il Fortuna Hjørring è passato in vantaggio con una rete di Nadia Nadim al 58', ma una rete di Lisa Boattin a un minuto dal termine della partita ha fissato il risultato sull'1-1, consentendo al Brescia lo storico accesso ai quarti di finale. Nei quarti di finale il Brescia è stato sorteggiato con il Wolfsburg. Entrambe le partite, andata e ritorno, sono terminate con la vittoria del Wolfsburg per 3-0, consentendo alle tedesche di proseguire il cammino in UEFA Champions League ed eliminando il Brescia dalla competizione.
Il 21 maggio 2016 all'ultima giornata di campionato, grazie alla vittoria per 8-0 in trasferta sulla Riviera di Romagna, ha vinto il secondo scudetto della sua storia. In campionato il Brescia aveva esordito segnando tredici reti nelle prime due giornate (6-0 al Vittorio Veneto e 7-1 sul Luserna), per poi impattare sul pareggio contro la Fiorentina prima e perdere l'unica partita del campionato nel derby con il Mozzanica. Dopo queste due battute d'arresto il Brescia si è ripreso con cinque vittorie consecutive, inclusa la vittoria a Verona per 4-2 sull'AGSM Verona. Ha raggiunto la vetta della classifica all'undicesima giornata in coabitazione con la Fiorentina e il Mozzanica prima e con il solo Mozzanica dopo. Alla 16ª giornata, grazie anche a un passo falso del Mozzanica, si è isolato in vetta alla classifica, per mantenerla fino alla fine, nonostante la rincorsa della Fiorentina e dell'AGSM Verona.
Il 12 giugno 2016 il Brescia ha vinto anche la Coppa Italia, battendo in finale l'AGSM Verona per 2-1 e concludendo la stagione con una tripletta di trofei nazionali conquistati.

## Organigramma societario
Area tecnica
- Allenatore: Milena Bertolini
- Allenatore in seconda: Simona Zani
- Preparatore dei portieri: Alberto Alberti
- Collaboratore: Francesco Pellegrini
- Team Manager: Elisa Zizioli

Area sanitaria
- Medico sociale: Sara Campagna
- Medico sociale: Mattia Manetta
- Fisioterapista: Alfonso Lamedica
- Fisioterapista: Simone Miele
- Fisioterapista: Davide Villa

## Rosa
Rosa, numerazione e ruoli, tratti dal sito ufficiale della società, sono aggiornati all'8 gennaio 2016.
| N. |                        | Ruolo | Calciatrice           |
| -- | ---------------------- | ----- | --------------------- |
| 1  | Italia (bandiera)      | P     | Chiara Marchitelli    |
| 2  | Inghilterra (bandiera) | D     | Paige Williams        |
| 3  | Italia (bandiera)      | D     | Roberta D'Adda        |
| 4  | Italia (bandiera)      | D     | Lisa Boattin          |
| 5  | Italia (bandiera)      | D     | Elena Linari          |
| 6  | Italia (bandiera)      | C     | Martina Rosucci       |
| 7  | Italia (bandiera)      | C     | Valentina Cernoia (c) |
| 8  | Italia (bandiera)      | C     | Lisa Alborghetti      |
| 9  | Italia (bandiera)      | A     | Daniela Sabatino      |
| 10 | Italia (bandiera)      | A     | Cristiana Girelli     |
| 11 | Italia (bandiera)      | C     | Barbara Bonansea      |

| N. |                    | Ruolo | Calciatrice            |
| -- | ------------------ | ----- | ---------------------- |
| 12 | Romania (bandiera) | P     | Camelia Ceasar         |
| 13 | Italia (bandiera)  | D     | Sara Gama              |
| 15 | Italia (bandiera)  | A     | Annamaria Serturini    |
| 16 | Italia (bandiera)  | C     | Chiara Eusebio         |
| 20 | Italia (bandiera)  | A     | Giulia Pezzotta        |
| 21 | Italia (bandiera)  | C     | Laura Ghisi            |
| 22 | Italia (bandiera)  | P     | Maura Alice Vangelisti |
| 23 | Italia (bandiera)  | A     | Martina Lenzini        |
| 24 | Italia (bandiera)  | C     | Elisa Mele             |
| 25 | Italia (bandiera)  | A     | Alice Martani          |
| 27 | Italia (bandiera)  | A     | Stefania Tarenzi       |

## Calciomercato

### Sessione estiva
| Acquisti | Acquisti        | Acquisti            | Acquisti   |
| R.       | Nome            | da                  | Modalità   |
| -------- | --------------- | ------------------- | ---------- |
| D        | Sara Gama       | Paris Saint-Germain | definitivo |
| D        | Paige Williams  | Everton             | definitivo |
| C        | Chiara Eusebio  | Torino              | definitivo |
| A        | Martina Lenzini | Imolese             | definitivo |

| Cessioni | Cessioni           | Cessioni      | Cessioni       |
| R.       | Nome               | a             | Modalità       |
| -------- | ------------------ | ------------- | -------------- |
| D        | Maria Karlsson     | Saint-Étienne | definitivo     |
| D        | Elisa Zizioli      |               | fine carriera  |
| D        | Stefania Zanoletti |               | fine contratto |
| C        | Giulia Nasuti      |               | fine contratto |

## Risultati

### Serie A

#### Girone di andata
| Arbitro: | Mansueto (Verona) |

|                                                                     |           |  |
| Serturini 19’, 74’ Girelli 38’ Eusebio 50’ Sabatino 58’ Cernoia 67’ | Marcatori |  |

| Arbitro: | Costa (Chiavari) |

|             |           |                                                                         |
| Moretti 48’ | Marcatori | 8’ Serturini 10’ Tarenzi 20’, 29’, 72’ Girelli 22’ Cernoia 40’ Sabatino |

| Arbitro: | Renzullo (Torre del Greco) |

|                               |           |                                                            |
| Sabatino 4’, 41’ Bonansea 58’ | Marcatori | 16’ Salvatori Rinaldi 65’ (rig.) Vicchiarello 90+4’ Panico |

| Arbitro: | Bontadi (Trento) |

|                                                   |           |  |
| Giacinti 35’ Mason 56’ Iannella 86’ Zanoletti 89’ | Marcatori |  |

| Arbitro: | Abagnale (Parma) |

|                                                            |           |  |
| Linari 19’ Bonansea 30’, 34’ Girelli 54’, 86’ Sabatino 56’ | Marcatori |  |

| Arbitro: | Munerati (Rovigo) |

|  |           |                                                                              |
|  | Marcatori | 10’ Girelli 20’, 72’ Tarenzi 42’, 62’ Cernoia 83’ Alborghetti 90+3’ Sabatino |

| Arbitro: | Lipizer (Verona) |

|             |           |  |
| Sabatino 6’ | Marcatori |  |

| Arbitro: | Tommaso Righi (Bologna) |

|                        |           |                                                          |
| Pirone 32’ Fuselli 52’ | Marcatori | 2’ Girelli 4’ (aut.) Di Criscio 58’ Bonansea 87’ Tarenzi |

| Arbitro: | Cecchin (Bassano del Grappa) |

|                          |           |                 |
| Sabatino 22’ Tarenzi 78’ | Marcatori | 63’ Del Stabile |

| Arbitro: | Monda (Napoli) |

|                                    |           |                                   |
| Anaclerio 36’ (rig.) Privitera 72’ | Marcatori | 42’ (rig.) Girelli 90+7’ Williams |

| Arbitro: | Lingamoorthy (Genova) |

|                                      |           |                |
| Girelli 20’, 54’ Sabatino 72’ (rig.) | Marcatori | 28’ Colasuonno |

#### Girone di ritorno
| Arbitro: | Santarossa (Pordenone) |

|  |           |                         |
|  | Marcatori | 6’ Williams 59’ Tarenzi |

| Arbitro: | Repetto (Chiavari) |

|                                                                       |           |              |
| Sabatino 7’, 38’, 62’, 69’ Williams 20’ Bonansea 45’, 88’ Girelli 54’ | Marcatori | 83’ Barbieri |

| Arbitro: | Campagnolo (Bassano del Grappa) |

|             |           |                                               |
| Caccamo 12’ | Marcatori | 1’ Girelli 37’ Bonansea 56’ Mele 61’ Sabatino |

| Arbitro: | Carmen Gaudieri (Battipaglia) |

|              |           |             |
| Williams 50’ | Marcatori | 1’ Giacinti |

| Arbitro: | Gobbato (Latisana) |

|                  |           |                  |
| Dallagiacoma 44’ | Marcatori | 11’, 28’ Tarenzi |

| Arbitro: | Abagnale (Parma) |

|                               |           |                           |
| Girelli 31’, 41’ Sabatino 39’ | Marcatori | 17’ Galletti 68’ Principi |

| Arbitro: | Giaccaglia (Jesi) |

|  |           |              |
|  | Marcatori | 75’ Williams |

| Arbitro: | Massimiliano Lombardelli (Torino) |

|                           |           |             |
| Mele 19’ Girelli 22’, 82’ | Marcatori | 45’ Bonetti |

| Arbitro: | Andrea Gatti (Gallarate) |

|               |           |              |
| Camporese 70’ | Marcatori | 44’ Bonansea |

| Arbitro: | D'Eusanio (Faenza) |

|                           |           |           |
| Girelli 67’ Rosucci 90+3’ | Marcatori | 40’ Pinna |

| Arbitro: | Simone Taricone (Perugia) |

|  |           |                                                                                       |
|  | Marcatori | 26’, 34’ (rig.) Girelli 48’, 73’ Sabatino 55’, 59’ Tarenzi 80’ Bonansea 84’ Serturini |

### Coppa Italia

#### Ottavi di finale
| Arbitro: | Franck Tchato (Aprilia) |

|                     |           |                                                                                            |
| Marchese 15’ (rig.) | Marcatori | 4’, 28’, 61’ Tarenzi 32’ Linari 66’ Mele 69’ Bonansea 75’ Rosucci 80’ Girelli 90’ Sabatino |

#### Quarti di finale
| Arbitro: | Modesto (Treviso) |

|                                    |           |  |
| Sabatino 32’, 78’ Girelli 37’, 84’ | Marcatori |  |

#### Semifinale
| Arbitro: | Lombardelli (Torino) |

|                   |           |                                                     |
| Pellegrinelli 88’ | Marcatori | 12’, 40’ Bonansea 16’ Mele 66’ Rosucci 83’ Sabatino |

#### Finale
| Arbitro: | Franck Tchato (Aprilia) |

|                       |           |            |
| Bonansea 27’ Mele 40’ | Marcatori | 6’ Bonetti |

### Supercoppa italiana
| Arbitro: | Carmen Gaudieri (Battipaglia) |

|                                              |                      |                                      |
| Gabbiadini Bonetti Ledri Öhrström Di Criscio | Tiri di rigore 2 – 3 | Linari Rosucci Gama Girelli Sabatino |

### UEFA Champions League

#### Sedicesimi di finale
| Arbitro: | Sara Persson |

|          |           |  |
| Gama 28’ | Marcatori |  |

| Arbitro: | Stéphanie Frappart |

|  |           |              |
|  | Marcatori | 26’ Bonansea |

#### Ottavi di finale
| Arbitro: | Bibiana Steinhaus |

|             |           |  |
| Sabatino 2’ | Marcatori |  |

| Arbitro: | Efthalia Mitsi |

|           |           |             |
| Nadim 58’ | Marcatori | 89’ Boattin |

#### Quarti di finale
| Arbitro: | Stéphanie Frappart |

|                                         |           |  |
| Wullaert 32’ Popp 52’ Graham Hansen 61’ | Marcatori |  |

| Arbitro: | Olga Zadinová |

|  |           |                              |
|  | Marcatori | 7’, 33’ Jakabfi 16’ Bachmann |

## Statistiche

### Statistiche di squadra
| Competizione        | Punti | In casa | In casa | In casa | In casa | In casa | In casa | In trasferta | In trasferta | In trasferta | In trasferta | In trasferta | In trasferta | Totale | Totale | Totale | Totale | Totale | Totale | DR  |
| Competizione        | Punti | G       | V       | N       | P       | Gf      | Gs      | G            | V            | N            | P            | Gf           | Gs           | G      | V      | N      | P      | Gf     | Gs     | DR  |
| ------------------- | ----- | ------- | ------- | ------- | ------- | ------- | ------- | ------------ | ------------ | ------------ | ------------ | ------------ | ------------ | ------ | ------ | ------ | ------ | ------ | ------ | --- |
| Serie A             | 55    | 11      | 9       | 2       | 0       | 38      | 11      | 11           | 8            | 2            | 1            | 38           | 12           | 22     | 17     | 4      | 1      | 76     | 23     | +53 |
| Coppa Italia        | -     | 1       | 1       | 0       | 0       | 4       | 0       | 2            | 2            | 0            | 0            | 14           | 2            | 4      | 4      | 0      | 0      | 20     | 3      | +17 |
| Supercoppa italiana | -     | -       | -       | -       | -       | -       | -       | -            | -            | -            | -            | -            | -            | 1      | 0      | 1      | 0      | 0      | 0      | 0   |
| Champions League    | -     | 3       | 2       | 0       | 1       | 2       | 3       | 3            | 1            | 1            | 1            | 2            | 4            | 6      | 3      | 1      | 2      | 4      | 7      | -3  |
| Totale              | -     | 15      | 12      | 2       | 1       | 44      | 14      | 16           | 11           | 3            | 2            | 54           | 18           | 33     | 24     | 6      | 3      | 100    | 33     | +67 |

### Andamento in campionato
| Giornata  | 1 | 2 | 3 | 4 | 5 | 6 | 7 | 8 | 9 | 10 | 11 | 12 | 13 | 14 | 15 | 16 | 17 | 18 | 19 | 20 | 21 | 22 |
| --------- | - | - | - | - | - | - | - | - | - | -- | -- | -- | -- | -- | -- | -- | -- | -- | -- | -- | -- | -- |
| Luogo     | C | T | C | T | C | T | C | T | C | T  | C  | T  | C  | T  | C  | T  | C  | T  | C  | T  | C  | T  |
| Risultato | V | V | N | P | V | V | V | V | V | N  | V  | V  | V  | V  | N  | V  | V  | V  | V  | N  | V  | V  |
| Posizione | 1 | 1 | 3 | 3 | 3 | 3 | 3 | 3 | 3 | 2  | 1  | 1  | 1  | 1  | 1  | 1  | 1  | 1  | 1  | 1  | 1  | 1  |

Legenda:

Luogo: C = Casa; T = Trasferta. Risultato: V = Vittoria; N = Pareggio; P = Sconfitta.

### Statistiche delle giocatrici
| Giocatore      | Serie A  | Serie A | Serie A     | Serie A    | Coppa Italia | Coppa Italia | Coppa Italia | Coppa Italia | Supercoppa italiana | Supercoppa italiana | Supercoppa italiana | Supercoppa italiana | Champions League | Champions League | Champions League | Champions League | Totale   | Totale | Totale      | Totale     |
| Giocatore      | Presenze | Reti    | Ammonizioni | Espulsioni | Presenze     | Reti         | Ammonizioni  | Espulsioni   | Presenze            | Reti                | Ammonizioni         | Espulsioni          | Presenze         | Reti             | Ammonizioni      | Espulsioni       | Presenze | Reti   | Ammonizioni | Espulsioni |
| -------------- | -------- | ------- | ----------- | ---------- | ------------ | ------------ | ------------ | ------------ | ------------------- | ------------------- | ------------------- | ------------------- | ---------------- | ---------------- | ---------------- | ---------------- | -------- | ------ | ----------- | ---------- |
| L. Alborghetti | 17       | 1       | 1           | 0          | 4            | 0            | 0            | 0            | 1                   | 0                   | 0                   | 0                   | 6                | 0                | 1                | 0                | 28       | 1      | 2           | 0          |
| L. Boattin     | 13       | 0       | 0           | 1          | 3            | 0            | 0            | 0            | 0                   | 0                   | 0                   | 0                   | 5                | 1                | 1                | 0                | 21       | 1      | 1           | 1          |
| B. Bonansea    | 20       | 9       | 0           | 0          | 3            | 4            | 0            | 0            | 1                   | 0                   | 1                   | 0                   | 6                | 1                | 2                | 0                | 30       | 14     | 3           | 0          |
| C. Ceasar      | 18       | -19     | 0           | 0          | 2            | -1           | 0            | 0            | 0                   | 0                   | 0                   | 0                   | 4                | -7               | 0                | 0                | 24       | -27    | 0           | 0          |
| V. Cernoia     | 15       | 4       | 5           | 1          | 1            | 0            | 1            | 0            | 1                   | 0                   | 0                   | 0                   | 4                | 0                | 0                | 0                | 21       | 4      | 6           | 1          |
| R. D'Adda      | 21       | 0       | 0           | 0          | 3            | 0            | 0            | 0            | 1                   | 0                   | 0                   | 0                   | 6                | 0                | 2                | 1                | 31       | 0      | 2           | 1          |
| C. Eusebio     | 16       | 1       | 3           | 0          | 3            | 0            | 0            | 0            | 1                   | 0                   | 0                   | 0                   | 5                | 0                | 0                | 0                | 25       | 1      | 3           | 0          |
| S. Gama        | 18       | 0       | 0           | 1          | 3            | 0            | 1            | 0            | 1                   | 0                   | 0                   | 0                   | 6                | 1                | 1                | 0                | 28       | 1      | 2           | 1          |
| L. Ghisi       | 1        | 0       | 0           | 0          | 1            | 0            | 0            | 0            | 0                   | 0                   | 0                   | 0                   | 0                | 0                | 0                | 0                | 2        | 0      | 0           | 0          |
| C. Girelli     | 22       | 20      | 0           | 0          | 4            | 3            | 0            | 0            | 1                   | 0                   | 0                   | 0                   | 6                | 0                | 1                | 0                | 33       | 23     | 1           | 0          |
| M. Lenzini     | 11       | 0       | 0           | 0          | 2            | 0            | 0            | 0            | 0                   | 0                   | 0                   | 0                   | 1                | 0                | 0                | 0                | 14       | 0      | 0           | 0          |
| E. Linari      | 19       | 1       | 1           | 1          | 4            | 1            | 0            | 0            | 1                   | 0                   | 0                   | 0                   | 6                | 0                | 1                | 0                | 30       | 2      | 2           | 1          |
| C. Marchitelli | 5        | -3      | 0           | 0          | 2            | -2           | 0            | 0            | 1                   | 0                   | 0                   | 0                   | 2                | 0                | 0                | 0                | 10       | -5     | 0           | 0          |
| A. Martani     | 3        | 0       | 0           | 0          | -            | -            | -            | -            | -                   | -                   | -                   | -                   | 0                | 0                | 0                | 0                | 3        | 0      | 0           | 0          |
| E. Mele        | 12       | 2       | 1           | 0          | 4            | 3            | 1            | 0            | 0                   | 0                   | 0                   | 0                   | 2                | 0                | 0                | 0                | 18       | 5      | 2           | 0          |
| G. Pezzotta    | 0        | 0       | 0           | 0          | -            | -            | -            | -            | -                   | -                   | -                   | -                   | -                | -                | -                | -                | 0        | 0      | 0           | 0          |
| M. Rosucci     | 20       | 1       | 2           | 0          | 4            | 2            | 0            | 0            | 1                   | 0                   | 0                   | 0                   | 6                | 0                | 0                | 0                | 31       | 3      | 2           | 0          |
| D. Sabatino    | 21       | 17      | 1           | 0          | 4            | 4            | 0            | 0            | 1                   | 0                   | 0                   | 0                   | 6                | 1                | 0                | 0                | 32       | 22     | 1           | 0          |
| A. Serturini   | 16       | 4       | 0           | 0          | 2            | 0            | 0            | 0            | 0                   | 0                   | 0                   | 0                   | 1                | 0                | 0                | 0                | 19       | 4      | 0           | 0          |
| S. Tarenzi     | 19       | 10      | 0           | 0          | 3            | 3            | 0            | 0            | -                   | -                   | -                   | -                   | 6                | 0                | 0                | 0                | 28       | 13     | 0           | 0          |
| M. Vangelisti  | 0        | 0       | 0           | 0          | -            | -            | -            | -            | -                   | -                   | -                   | -                   | 0                | 0                | 0                | 0                | 0        | 0      | 0           | 0          |
| P. Williams    | 14       | 5       | 3           | 0          | 4            | 0            | 1            | 0            | -                   | -                   | -                   | -                   | 2                | 0                | 1                | 0                | 20       | 5      | 5           | 0          |